# Martin Emmrich
Martin Emmrich (Solingen, 17 dicembre 1984) è un ex tennista tedesco.

## Carriera
Martin è figlio dell'ex-tennista Thomas Emmrich, che fu l'unico tennista della Germania dell'Est ad entrare nella classifica ATP.
Nel 2001 è diventato un professionista ma il suo primo titolo l'ha vinto a Vienna all'Vienna Open nel 2012.
Il 25 maggio vince il suo secondo titolo di doppio a Düsseldorf e si ripete tre mesi più tardi a Kitzbühel.

## Statistiche

### Doppio

#### Vittorie (3)
| Legenda singolare         |
| Grande Slam (0)           |
| ATP World Tour Finals (0) |
| ATP Masters 1000 (0)      |
| ATP World Tour 500 (0)    |
| ATP World Tour 250 (3)    |

| Numero | Data            | Torneo                               | Superficie  | Partner         | Avversari in finale              | Punteggio        |
| 1.     | 21 ottobre 2012 | Vienna Open, Vienna                  | Cemento     | Andre Begemann  | Julian Knowle Filip Polášek      | 6-4, 3-6, [10-4] |
| 2.     | 25 maggio 2013  | Power Horse Cup, Düsseldorf          | Terra rossa | Andre Begemann  | Treat Conrad Huey Dominic Inglot | 7-5, 6-2         |
| 3.     | 3 agosto 2013   | Bet-at-home Cup Kitzbühel, Kitzbühel | Terra rossa | Christopher Kas | František Čermák Lukáš Dlouhý    | 6–4, 6–3         |

#### Finali perse (4)
| Legenda singolare         |
| Grande Slam (0)           |
| ATP World Tour Finals (0) |
| ATP Masters 1000 (0)      |
| ATP World Tour 500 (0)    |
| ATP World Tour 250 (4)    |

| Numero | Data           | Torneo                        | Superficie  | Partner            | Avversari in finale            | Punteggio        |
| 1.     | 6 maggio 2012  | Serbia Open, Belgrado         | Terra rossa | Andreas Siljeström | Jonathan Erlich Andy Ram       | 6–4, 2–6, [6–10] |
| 2.     | 6 gennaio 2013 | Chennai Open, Chennai         | Cemento     | Andre Begemann     | Benoît Paire Stan Wawrinka     | 2-6, 1-6         |
| 3.     | 22 giugno 2013 | UNICEF Open, 's-Hertogenbosch | Erba        | Andre Begemann     | Maks Mirny Horia Tecău         | 3-6, 6(4)–7      |
| 4.     | 24 maggio 2014 | Düsseldorf Open, Düsseldorf   | Terra rossa | Christopher Kas    | Santiago González Scott Lipsky | 7-5, 4-6, [10-3] |